# Secuestro de presupuesto
El secuestro del presupuesto es una disposición de la ley de los Estados Unidos que causa una reducción general en ciertos tipos de gastos incluidos en el presupuesto federal de los Estados Unidos. El secuestro implica establecer un límite máximo en la cantidad de gasto público dentro de categorías ampliamente definidas; Si el Congreso promulga un Proyecto de ley de apropiación anual que excede estos límites, se impone automáticamente un recorte general de gastos en estas categorías, afectando a todos los departamentos y programas en un porcentaje igual. El monto que excede el límite presupuestario es retenido por el Tesoro y no se transfiere a las agencias especificadas en las facturas de apropiación. La palabra secuestro derivó de Secuestro (ley), un término jurídico que se refiere a la incautación de bienes por un agente del tribunal, para evitar su destrucción o daño, mientras que cualquier disputa sobre dicha propiedad se resuelve en los tribunales. 
El término "secuestro de presupuesto" se usó por primera vez para describir un procedimiento de aplicación de la Ley de Control Equilibrado del Presupuesto y el Déficit de Emergencia de 1985 (BBEDCA) diseñado para mantener los déficits federales por debajo del límite de nivel máximo (ver techo de deuda de Estados Unidos). Las tapas duras fueron abandonadas y reemplazadas por un Sistema de reparto (PAYGO) en la Ley de Ejecución Presupuestaria de 1990, que estuvo vigente hasta 2002. El secuestro se incluyó posteriormente como parte de la Ley de Control Presupuestario de 2011, que resolvió la crisis del techo de deuda de Estados Unidos de 2011; el proyecto de ley estableció un comité selecto conjunto del Congreso de los Estados Unidos para la reducción del déficit e incluyó el secuestro como un desincentivo para ser activado solo si el Congreso no aprobaba la legislación de reducción del déficit. Sin embargo, el comité no llegó a un acuerdo sobre ningún plan, activando el plan de secuestro. El secuestro entró en vigor el 1 de enero de 2013 y se consideró parte del abismo fiscal, pero la Ley de Ayuda al contribuyente estadounidense de 2012 lo retrasó hasta el 1 de marzo de ese año. 

## Ley Gramm – Rudman – Hollings
El secuestro de presupuesto fue autorizado por primera vez por la Ley de Control de Déficit de Emergencia y Presupuesto Equilibrado de 1985 (BBEDCA, Título II del Pub. L. 99-177). Esto se conoce coloquialmente como el Control de Déficit. Proporcionaron recortes automáticos de gastos (llamados "secuestradores") si el déficit excedía un conjunto de objetivos fijos de déficit. El proceso para determinar la cantidad de los recortes automáticos se consideró inconstitucional en el caso de Bowsher v. Synar, y el Congreso promulgó una versión reelaborada de la ley en 1987. Sin embargo, Gramm-Rudman no logró evitar grandes déficits presupuestarios. La Ley de Ejecución Presupuestaria de 1990 suplantó los objetivos de déficit fijo. 

## PAYGO (sistema de reparto)
Desde 1990 hasta 2002, y nuevamente desde 2010, el Congreso ha operado bajo un sistema llamado PAYGO, bajo el cual cualquier nuevo gasto del gobierno tiene que ser compensado con los ahorros (o recortes) de los programas vigentes. 
En el régimen inicial de PAYGO, promulgado en la Ley de Reconciliación Presupuestaria Omnibus de 1990 (OBRA '90), por requerimiento legal, si la legislación promulgada durante una sesión del Congreso tuviera el efecto de aumentar el déficit proyectado para el año siguiente, se activa un secuestro. Estas reglas entraron en vigor desde el año fiscal 1991 hasta el año fiscal 2002. Promulgada en 1990, se amplió en la Ley de Reconciliación Presupuestaria Omnibus de 1993 y en la Ley de Presupuesto Equilibrado de 1997 . 
A partir de 1998, en respuesta al primer superávit presupuestario federal desde 1969, el Congreso empezó a promulgar, y el presidente firmó aumentos discrecionales en el gasto, por encima del límite legal, utilizando medios creativos como apropiaciones anticipadas, demoras en la realización de obligaciones y pagos, designaciones de emergencia, y directivas específicas. Si bien se mantuvo dentro de la definición técnica de la ley, esto permitió gastos que de otro modo no se permitirían. El resultado fue un gasto de emergencia de 34 mil millones de dólares en 1999 y 44 mil millones en 2000. 
El estatuto de PAYGO expiró a fines de 2002. Después de esto, el Congreso promulgó recortes de impuestos propuestos por el presidente George W. Bush en 2003 (promulgados como la Ley de Reconciliación de desgravación fiscal para Empleo y Crecimiento de 2003 ), y la Ley de medicamentos recetados, mejora y modernización de Medicare. La Casa Blanca reconoció que el nuevo plan de beneficios de medicamentos recetados de Medicare no cumplía con los requisitos de PAYGO. El sistema PAYGO fue restablecido como una regla permanente de la Cámara de Representantes (que no tiene fuerza de ley) el 4 de enero de 2007 en el 110° Congreso controlado por los demócratas, pero menos de un año después, ante la demanda generalizada de suavizar las inminentes cargas impositivas causadas por el Impuesto Mínimo Alternativo, el Congreso abandonó su promesa de pago. El punto de orden también se renunció a la Ley de estímulo económico de 2008 aprobada durante la administración Bush, que incluyó disposiciones para reducir los ingresos y aumentos en el gasto que aumentaron el déficit. Al comienzo del 111° Congreso, PAYGO se modificó al incluir una exención de "emergencia", que se proveyó para la Ley de Reinversión y Recuperación de Estados Unidos de 2009 durante la administración Obama.
En 2010, el presidente Obama firmó la Ley Estatutaria de Pago por Uso, lo que hace que PAYGO sea obligatorio de nuevo.

## Era de la Ley de Control Presupuestario
En 2011, el secuestro se utilizó en la Ley de Control Presupuestario de 2011 (Pub. L. 112-25) como herramienta para el control del presupuesto federal. Esta ley de 2011 autorizó un aumento en el <i>límite de la deuda</i> a cambio de 2.4 billones de dólares en reducción de déficit durante los siguientes diez años. Este total incluyó 1.2 trillones de dólares en recortes de gastos identificados específicamente en la legislación, con un adicional de 1.2 trillones en recortes que debían ser determinados por un grupo bipartidista de senadores y representantes conocidos como el "Super Comité" u oficialmente como <i>Comité Selecto Conjunto del Congreso de los Estados Unidos para la Reducción de Déficit</i>. El Supercomité no logró llegar a un acuerdo. En ese caso, se activó un mecanismo de activación en el proyecto de ley para implementar reducciones generales en la tasa de aumento del gasto conocida como "secuestro".
La Ley de Transparencia de Secuestro de 2012 (Pub. L. 112-155) requiere que el presidente presente un informe al Congreso sobre un posible secuestro que puede ser provocado por el fracaso del "Super Comité" para proponer y para que el Congreso promulgue, un plan para reducir el Presupuesto Federal de los Estados Unidos en 1.2 billones de dólares como lo requiere la Ley de Control Presupuestario. El informe, emitido el 14 de septiembre de 2012, con cerca de 400 páginas, advirtió que "el secuestro sería profundamente destructivo para la seguridad nacional ... y las funciones centrales del gobierno".
El inicio del secuestro se retrasó del 2 de enero de 2013 al 1 de marzo de 2013 por la Ley de Ayuda al Contribuyente Estadounidense de 2012, que fue aprobada por ambas cámaras del Congreso el 1 de enero de 2013 como una resolución parcial a la crisis del <i>abismo fiscal</i>. El proyecto de ley también redujo el límite de secuestro para 2014 para compensar el retraso de dos meses en 2013. Además, solo para 2013, se incluyeron ciertos fondos de "seguridad", como la seguridad nacional y los asuntos internacionales, en el recorte de secuestro para disminuir los recortes en defensa.
En diciembre de 2013, la Ley de Presupuesto Bipartidista de 2013 aumentó los límites de secuestro para los años fiscales 2014 y 2015 en 45 mil millones y 18 mil millones, de dólares respectivamente, a cambio de extender la imposición de los recortes al gasto fijo en 2022 y 2023, y ahorro en otras partes del presupuesto.

### Límites de gastos discrecionales
La Ley de Control Presupuestario de 2011 estableció límites al gasto discrecional, con grupos separados para gastos de defensa y no defensa. La ley especificaba un conjunto de límites que se harían cumplir si el Comité Selecto Conjunto para la Reducción del Déficit producía un plan para reducir los déficits en 1.2 billones de dólares durante 10 años, y el Congreso lo promulgaba antes del 15 de enero de 2012; si esto no sucediera, los "procedimientos de aplicación automática" impondrían un conjunto de límites más bajo. Debido a que el Comité Selecto Conjunto para la Reducción del Déficit no llegó a un acuerdo sobre ningún plan, los límites inferiores entraron en vigencia. Los valores en la tabla siguiente reflejan estos límites inferiores. 
La columna BCA muestra los límites discrecionales en la Ley de Control Presupuestario original, estimada en 2012. (Algunas de las reducciones automáticas de gastos apuntan a gastos obligatorios, lo que lleva a cierta fluctuación en las estimaciones del financiamiento discrecional.) También se muestran los límites reales, modificados por la legislación posterior.
| Fiscal <br /> año | BCA (miles de millones) | Real (miles de millones)                                         |
| ----------------- | ----------------------- | ---------------------------------------------------------------- |
| 2012              | $ 1,043                 | $ 1,043                                                          |
| 2013              | $ 1,047                 | $ 1,043 ( Ley de ayuda al contribuyente estadounidense de 2012 ) |
| 2014              | $ 973                   | $ 1,012 ( Ley de Presupuesto Bipartidista de 2013 )              |
| 2015              | $ 994                   | $ 1,014 (Ley de Presupuesto Bipartidista de 2013)                |
| 2016              | $ 1,016                 | $ 1,067 ( Ley de Presupuesto Bipartidista de 2015 )              |
| 2017              | $ 1,040                 | $ 1,070 (Ley de presupuesto bipartidista de 2015)                |
| 2018              | $ 1,066                 | $ 1,208 ( Ley de presupuesto bipartidista de 2018 )              |
| 2019              | $ 1,093                 | $ 1,244 (Ley de presupuesto bipartidista de 2018)                |
| 2020              | $ 1,120                 |                                                                  |
| 2021              | $ 1,146                 |                                                                  |